# Herxheimweyher
Herxheimweyher település Németországban, Rajna-vidék-Pfalz tartományban. Lakosainak száma 581 fő (2023. december 31.).

## Népesség
A település népességének változása:
| Lakosok száma | 416  | 558  | 559  | 535  | 556  | 581  |
|               | 1975 | 2017 | 2019 | 2021 | 2022 | 2023 |